# Pontala
Pontala is een geslacht van vlinders van de familie tandvlinders (Notodontidae).

## Soorten
- P. calpe Felder, 1874
- P. rubrana Walker, 1864